# 월봉중학교
월봉중학교(月峰中學校)는 대한민국 광주광역시 광산구 산월동에 위치한 공립 중학교이다.

## 학교 연혁
- 2005년 11월 3일 : 봉산2중학교 설립 인가(27학급)
- 2007년 1월 1일 : 월봉중학교(月峰中學校)로 개명
- 2007년 3월 1일 : 초대 유철종 교장 취임
- 2007년 3월 2일 : 제1회 입학 (7학급 266명)
- 2010년 2월 10일 : 제1회 졸업 (254명)
- 2018년 3월 1일 : 학년별 전문적 학습공동체 구축을 통한 교육과정, 수업, 평가 일체화 연구학교 운영
- 2021년 9월 1일 : 제7대 장금만 교장 취임
- 2025년 1월 9일 : 제16회 졸업 (158명, 총 3,392명)
- 2025년 3월 4일 : 제19회 입학(6학급 150명)

## 참고 자료
- 월봉중학교 - 한국교육학술정보원 학교알리미